# Bistum Campanha

Regional CNBB Leste 2.

Bistum Campanha.

Das Bistum Campanha (lat.: Dioecesis Campaniensis in Brasilia) ist eine in Brasilien gelegene römisch-katholische Diözese mit Sitz in Campanha im Bundesstaat Minas Gerais.

## Geschichte
Das Bistum Campanha wurde am 8. September 1907 durch Papst Pius X. mit der Päpstlichen Bulle Spirituali Fidelium aus Gebietsabtretungen des Bistums São Paulo errichtet und dem Erzbistum Mariana als Suffraganbistum unterstellt. Am 21. Mai 1960 gab das Bistum Campanha Teile seines Territoriums zur Gründung des Bistums São João del Rei ab. Das Bistum Campanha wurde am 14. April 1962 dem Erzbistum Pouso Alegre als Suffraganbistum unterstellt.

## Bischöfe von Campanha
- João de Almeida Ferrão, 1909–1935
- Inocêncio Engelke OFM, 1935–1960
- Othon Motta, 1960–1982
- Aloísio Ariovaldo Amaral CSsR, 1984–1991
- Aloísio Roque Oppermann SCJ, 1991–1996, dann Erzbischof von Uberaba
- Diamantino Prata de Carvalho OFM, 1998–2015
- Pedro Cunha Cruz, 2015–2025, dann Bischof von Nova Friburgo
- Sedisvakanz, seit 2025